# Tóth Kálmán (labdarúgó)
Tóth Kálmán (Szombathely, 1944. augusztus 13. –)  válogatott labdarúgó, balszélső, balösszekötő, középpályás, sportgyúró.

## Pályafutása

### Klubcsapatban
1964 és 1969 között a Bp. Honvéd labdarúgója volt, ahol 1969-ben bajnoki második, 1968-ban és 1969-ben MNK-döntős volt a csapattal. 1970 és 1974 között a Tatabányai Bányász együttesében játszott. 1972-ben MNK döntős, 1973-ban és 1974-ben Közép-európai kupagyőztes volt. 1975 és 1979 között a Budafoki MTE csapatában szerepelt a másodosztályban. 1982-ben Dömsödön hagyta abba az aktív labdarúgást. 1980-tól a Bp. Honvéd, illetve a Kispest-Honvéd gyúrója volt.

### A válogatottban
1972-ben a müncheni olimpián 5 alkalommal szerepelt az ezüstérmet szerzett válogatottban, de ebből csak három számít hivatalos mérkőzésnek. Az NDK ellen egy gólt szerzett.

## Sikerei, díjai
- Olimpiai játékok
  - ezüstérem: 1972, München
- Magyar bajnokság
  - 2.: 1969
- Magyar Népköztársasági Kupa (MNK)
  - döntős: 1968, 1969, 1972
- Kupagyőztesek Európa-kupája (KEK)
  - negyeddöntős: 1965-66
- Közép-európai Kupa (KK)
  - győztes: 1973, 1974

## Statisztika

### Mérkőzései a válogatottban
| Magyarország | Magyarország         | Magyarország                      | Magyarország  | Magyarország | Magyarország | Magyarország        | Magyarország | Magyarország |
| #            | Dátum                | Helyszín                          | Hazai         | Eredmény     | Vendég       | Kiírás              | Gólok        | Esemény      |
| ------------ | -------------------- | --------------------------------- | ------------- | ------------ | ------------ | ------------------- | ------------ | ------------ |
| 1.           | 1972. augusztus 31.  | Augsburg, Rosenaustadion (FRG)    | Dánia         | 0 – 2        | Magyarország | olimpiai csoportkör | -            | 77'          |
| 2.           | 1972. szeptember 3.  | Passau, Drei-Flüsse Stadion (FRG) | Magyarország  | 2 – 0        | NDK          | olimpiai középdöntő | 1            | 66'          |
|              | 1972. szeptember 6.  | München, Olimpia Stadion          | NSZK          | 1 – 4        | Magyarország | olimpiai középdöntő | -            |              |
|              | 1972. szeptember 8.  | Regensburg (FRG)                  | Magyarország  | 2 – 0        | Mexikó       | olimpiai középdöntő | -            |              |
| 3.           | 1972. szeptember 10. | München, Olimpia Stadion (FRG)    | Lengyelország | 2 – 1        | Magyarország | olimpiai döntő      | -            | 80'          |
|              | Összesen             |                                   |               | 3            | mérkőzés     |                     | 1            | gól          |